# Hrabstwo Ellis (Kansas)

Piramida wieku hrabstwa

Hrabstwo Ellis – hrabstwo położone w USA w stanie Kansas z siedzibą w mieście Hays. Założone 26 lutego 1867 roku.

## Miasta
- Hays
- Ellis
- Victoria
- Schoenchen

## CDP
- Munjor
- Catharine

## Sąsiednie Hrabstwa
- Hrabstwo Rooks
- Hrabstwo Osborne
- Hrabstwo Russell
- Hrabstwo Rush
- Hrabstwo Ness
- Hrabstwo Trego

## Drogi główne
- Interstate 70
- US-183